# 1903年3月29日日食
1903年3月29日日食是一次日環食，發生於1903年3月29日（西半球為3月28日）。新月當天（即朔日），地球上觀測到月球和太阳的角距離極小，此時月球如果恰好在月球交點附近，穿過太阳和地球之間，與地球、太阳接近一直線，則會出現日食。月球穿過太阳和地球之間，但距地球較遠，本影未能接觸地表，而使偽本影覆蓋的區域內看到月球的角直徑小於太陽，就形成日環食，同時在偽本影兩側數千公里的半影範圍內形成日偏食。此次日環食經過了中國、俄國、加拿大，日偏食則覆蓋了亚洲中東部、北美洲西北部及周邊部分地區。

## 日食概況

### 出現區域
中國（清朝）甘肅新疆省西部在3月29日日出時最先看到日環食，此後偽本影向東偏北劃過中國北部，進入俄國後在今俄罗斯聯邦薩哈共和國東南部達到最大食分。偽本影繼續向東北，從東西伯利亞海進入北冰洋，跨過國際日期變更線，最終劃過加拿大北極群島的一部分後在3月28日日落時分結束於麥克盧爾海峽緊貼梅爾維爾島西南海岸的海域。
偽本影經過的陸地依次包括：
- 中國（清朝）：從甘肅新疆省（今屬新疆维吾尔自治区）西部接觸地表，向東北劃過新疆省，經過甘肅省北部、西套蒙古額濟納土爾扈特旗（今屬內蒙古自治區额济纳旗）北部，斜貫外蒙古東南部（今屬蒙古国），再穿過黑龍江北部（今內蒙古自治區東北部和黑龍江省西北部）；
- 俄罗斯帝国：自西南向東北斜貫今俄罗斯聯邦阿穆爾州北部、薩哈共和國東部、哈巴羅夫斯克邊疆區西北部，劃過馬加丹州西北部和楚科奇自治區西部；
- 加拿大：班克斯島北部、帕特里克王子岛南部、埃格林頓島除北端外的大部、梅爾維爾島西部。[3][4]

除了上述狹窄的環食帶內能看到日環食之外，月球半影覆蓋範圍內都能看到日偏食，包括东亚、阿富汗東部、南亚中東部、中南半島、馬來群島北部、俄國中東部（今俄罗斯聯邦中東部和中亚中東部）、密克羅尼西亞島群西北部、阿拉斯加特區（今美国阿拉斯加州）、加拿大西部、美国西北角。其中國際日期變更線以西的部分在3月29日看到日食，以東的部分在3月28日看到日食。

### 基本參數
- 類型：日環食
- 食甚中心處（位於俄國今薩哈共和國東南部）資料：
  - 時間：1903年3月29日1:35:21.5
  - 地點：56°14.1′N 130°18.5′E / 56.2350°N 130.3083°E
  - 食分：0.9767（環食帶內最大）
  - 日環食持續時間：1分52.8秒

## 相關的日食

### 1902-1906年的日食
月球交替位於相對的月球交點時，以半個交點年（食年），即約177天又4小時間隔出現下列日食。
註：1902年5月7日和1902年10月31日的日偏食屬於上一組交點年系列。1906年7月21日的日偏食屬於下一組交點年系列。
| 降交點   | 降交點                   |          | 升交點                   | 升交點 |
| 沙羅周期 | 地圖                     | 沙羅周期 | 地圖                     |        |
| 108      | 1902年4月8日 偏食（北）  |          |                          |        |
| 118      | 1903年3月29日 環食       | 123      | 1903年9月21日 全食       |        |
| 128      | 1904年3月17日 環食       | 133      | 1904年9月9日 全食        |        |
| 138      | 1905年3月6日 環食        | 143      | 1905年8月30日 全食       |        |
| 148      | 1906年2月23日 偏食（南） | 153      | 1906年8月20日 偏食（北） |        |

### 沙羅周期
沙羅周期長度為18年11天。本次日食屬於沙羅周期118，共包含72次日食，依次為803年5月24日至929年8月7日的8次日偏食、947年8月19日至1650年10月25日的40次日全食、1668年11月4日至1686年11月15日的2次全環食（亦稱混合食）、1704年11月27日至1957年4月30日的15次日環食、1975年5月11日至2083年7月15日的7次日偏食，總共歷時1280.14年。其中最長的全食發生於1398年5月16日，共持續了6分59秒。
下表列舉了1901年至2100年間發生的屬於該周期的日食，是第62至72次：
| 62            | 63            | 64            |
| ------------- | ------------- | ------------- |
| 1903年3月29日 | 1921年4月8日  | 1939年4月19日 |
| 65            | 66            | 67            |
| 1957年4月30日 | 1975年5月11日 | 1993年5月21日 |
| 68            | 69            | 70            |
| 2011年6月1日  | 2029年6月12日 | 2047年6月23日 |
| 71            | 72            |               |
| 2065年7月3日  | 2083年7月15日 |               |

## 資料來源
1. ↑  樊忠玉. . 中国天文科普网.   [2016-04-06]. （原始内容存档于2014-09-17）.
2. 1 2  Fred Espenak. . NASA Eclipse Web Site.   [2016-04-06]. （原始内容存档于2020-10-23）.（英文）
3. ↑  Fred Espenak. . NASA Eclipse Web Site.   [2016-04-06]. （原始内容存档于2020-10-20）.（英文）
4. ↑  Xavier M. Jubier. .   [2016-04-06]. （原始内容存档于2020-05-08）.（法文）（英文）
5. ↑  Fred Espenak. . NASA Eclipse Web Site.   [2016-04-06]. （原始内容存档于2017-12-28）.（英文）
6. ↑  Fred Espenak. . NASA Eclipse Web Site.（英文）

## 外部連結
- NASA日食專頁（页面存档备份，存于）（英文）
- 可見區域圖和時間統計：由弗雷德·埃斯佩纳克做出的日食預報，NASA/GSFC
  - Google互動地圖呈現的日食範圍
  - 貝塞爾元素
- Google地圖顯示的日環食和日偏食範圍（页面存档备份，存于）（法文）（英文）

| \| \| 日食 \|                              |                              |                                           |
| 上一次日食： 1902年10月31日日食 （日偏食） | 1903年3月29日日食 （日環食） | 下一次日食： 1903年9月21日日食 （日全食） |
| 上一次日環食： 1901年11月11日日食          | 1903年3月29日日食 （日環食） | 下一次日環食： 1904年3月17日日食          |
|                                            | 日食                         |                                           |